# Palmophyllaceae
Die Palmophyllaceae sind eine Familie benthischer (bodenlebender), mariner (im Meer lebender) Grünalgen mit vielzelligen Thalli. Sie leben vor allem in größeren Meerestiefen und anderen nur schwach belichteten Habitaten. Die Gruppe hat wissenschaftlich Aufmerksamkeit gefunden, weil in ihr die Evolution zum Vielzeller offenbar unabhängig und konvergent zu derjenigen der anderen Grünalgen und der „höheren“ Pflanzen (Embryophyta) erfolgt ist.

## Merkmale
Die Algen bilden blattartige gras- bis dunkelgrüne Thalli mit Durchmessern bis zu 10 Zentimetern und Dicken von ca. 2 Millimetern. Diese sind entweder direkt (Gattung Verdigellas) oder mit einem kleinen Stielchen (Gattung Palmophyllum) an Hartsubstraten des Meeresgrundes befestigt. Sie bilden unregelmäßige, aufrecht wachsende Loben oder krusten- bis kissenartige Überzüge. Der Thallus ist bei Verdigellas gelatinös, bei Palmophyllum lederartig fest. Bei mikroskopischer Betrachtung sind in dieser Matrix einzeln sitzende kugelige Zellen von 6 bis 10 Mikrometer Durchmesser sichtbar, die unregelmäßig verteilt, aber etwas nahe der Oberfläche verdichtet sind. Die untereinander nicht erkennbar differenzierten Zellen besitzen einen einzelnen, sehr großen, becherförmigen Chloroplasten ohne Pyrenoide. Im Inneren des Bechers sind der Zellkern, ein Mitochondrium und ein großer Golgi-Apparat erkennbar. Der Chloroplast ist umgeben von zwei Membranen, er enthält die Chlorophylle a und b, wobei der Anteil von Chlorophyll b sehr hoch ist. Die akzessorischen Pigmente Siphonein und Siphonoxanthin, die typisch für andere an geringe Lichtstärken adaptierte Grünalgen sind, fehlen. Begeißelte oder andere bewegliche Zellen oder Stadien sind nicht bekannt.

## Verbreitung
Die Arten der Familie leben am Meeresboden warmer Meere tropischer Breiten, eine Art (Palmophyllum crassum) auch im Mittelmeer. Sie sind in Wassertiefen von etwa 20, meist aber von über 80 bis zu über 200 Metern bekannt. Die Vorkommen in geringerer Tiefe liegen ausschließlich in schwach belichteten, beschatteten Habitaten. Auf dem Kontinentalschelf um 100 Meter Tiefe, dem typischen Habitat der Gattung Verdigellas, beträgt die relative Lichtstärke nur noch 0,05 Prozent derjenigen an der Wasseroberfläche.

## Taxonomie und Phylogenie
Die Familie umfasst sechs Arten in drei Gattungen. Neben den Gattungen Palmophyllum mit zwei Arten und Verdigellas mit drei Arten gehört höchstwahrscheinlich auch die selten gefundene Gattung Palmoclathrus mit der einzigen Art Palmoclathrus stipitatus hierher. Wegen ihrer isolierten Stellung werden sie als einzige Gruppe in eine eigene (damit monotypische) Ordnung Palmophyllales gestellt.
Neuere phylogenomische Analysen (Untersuchungen der Verwandtschaft anhand des Vergleichs homologer DNA-Sequenzen) haben ergeben, dass die Palmophyllaceae unerwarteterweise sehr basal innerhalb der Chlorophyta stehen. Mit den sogenannten „Kern-Chlorophyta“ (core chlorophyts), die die anderen Gruppen vielzelliger Algen, mit manchmal recht ähnlicher Morphologie, enthalten, sind sie nicht näher verwandt. Sie gruppieren zusammen mit einer großen Gruppe fast ausschließlich einzelliger, planktonischer Algen, der „Prasinophytae“. Diese wurden lange als eine Verwandtschaftsgruppe angesehen. Später hat sich erwiesen, dass es sich um eine paraphyletische Zusammenfassung von basalen Chlorophyten handelt. Sie sind also tatsächlich nicht näher miteinander verwandt, sondern ihre Ähnlichkeit beruht auf ihnen gemeinsamen urtümlichen Merkmalen. Als Schwestergruppe der Palmophyllales erwies sich eine der Ordnungen der bisherigen Prasinophytae, die Prasinococcales. Die gemeinsame Klade wurde im Jahr 2016 als Klasse Palmophyllophyceae neu beschrieben. Ihre Schwestergruppe sind demnach alle anderen Chlorophyta zusammengenommen.
Diese Entdeckung wirft neues Licht auf die Evolution der Mehrzelligkeit im Pflanzenreich, weil es sich um die bisher basalste Gruppe der Pflanzen handelt, die vielzellige Vertreter hervorgebracht haben. Vielzellige Algen sind aus einer Vielzahl weiterer unterschiedlicher Gruppen bekannt, die diese Eigenschaft jeweils viele Male unabhängig voneinander entwickelt haben.